# Omar Eldarov
Omar Eldarov (en azéri: Ömər Həsən oğlu Eldarov), né le 21 décembre 1927 à Derbent, Daghestan ASSR, URSS), est un sculpteur-monumentaliste soviétique azerbaïdjanais, enseignant depuis 2001, recteur de l'Académie des beaux-arts d'Azerbaïdjan.

## Biographie
De 1942 à 1945, il étudie à l'École des Beaux-Arts d'Azerbaïdjan A. Azimzade. En 1951, il est diplômé de l'Institut de peinture, de sculpture et d'architecture de Leningrad I. E. Repin. En 1980, il reçoit le prix d'État de l'URSS pour l'ensemble de monuments à Sadriddin Aini à Douchanbé (1979). Il est également Chevalier de l'ordre de l'Insigne d'honneur.
De 1995 à 2000, il était membre du parlement azerbaïdjanais (Milli Mejlis d'Azerbaïdjan).En 2021-2023 il travaille comme recteur de l'Académie des arts d'Azerbaïdjan.

## Œuvres
Parmi les œuvres ses plus célèbres, figurent le Monument à Fuzuli à Bakou (1962), en collaboration avec le sculpteur Tokay Mammadov), pour lequel il a reçu la médaille d'argent de l'Académie des arts de l'URSS, le Monument Natavan (1960, Bakou), le Monument aux soldats 77 1ère division d'infanterie en Crimée, le Portrait de Niyazi (1984), Brigadier d'ouvriers qui rit (1984), Mahatma Gandhi (1987), Avicenne (1980), Rabindranath Tagore (1987), Portrait d'Aysel (1988) et Portrait Ayten (1988).
Il est également l'auteur des œuvres suivantes : le monument à Sattar Bahlulzade (1991), le buste de Muslim Magomayev, le monument à Huseyn Javid (1993), le monument à Mamed Amin Rasulzade (1995), Azim Azimzade (2002), le bas-relief de Rashid Beibutov (2006) , le buste de Nizami Gandjavi à Cheboksary (2004), les pierres tombales à Zarifa Aliyeva, Niyazi, Fikret Amirov, Heydar Aliyev, Rachid Behboudov, Tofik Kuliyev, Muslim Magomayev sur l'Allée d’honneurs à Bakou, bas-reliefs à Uzeir Hajibeyov à Vienne (2005), bas-relief, monuments de Niyazi (2006) et H.Aliyev à Nakhichevan (2006), un monument à Ihsan Doghramadji à Ankara (2003), une plaque commémorative à Shikhali Kurbanov (1993), une plaque commémorative à Tofik Kouliyev (2006), des plaques commémoratives à Heydar Aliyev et à l'académicien Zarifa Aliyeva (2008), et un monument à Muslim Magomayev situé à Bakou (2022).

## Prix et récompenses
- Ordre de l'Insigne d'honneur (9 juin 1959)
- Médaille d'argent de l'Académie des arts de l'URSS (1962)
- Artisan honoré de la RSS d'Azerbaïdjan (1963)
- Médaille «Pour un travail vaillant. En commémoration du 100e anniversaire de la naissance de Lénine "(1970)
- Prix d'État de l'URSS (31 octobre 1980) - pour le monument-ensemble à Sadriddin Aini à Douchanbé
- Prix d'État de la RSS d'Azerbaïdjan (1982)
- Artiste du peuple de la RSS d'Azerbaïdjan (1er décembre 1982) - pour ses mérites dans le développement des beaux-arts soviétiques d'Azerbaïdjan
- Ordre de la Bannière rouge du travail (22 août 1986)
- Ordre "Indépendance" (20 décembre 1997) - pour de grands services dans le développement de l'art sculptural de l'Azerbaïdjan
- Médaille «Pour les services rendus à l'Académie en l'honneur du 250e anniversaire» (Académie russe des arts) (2007).
- Médaille d'or "Pour sa contribution au développement des beaux-arts de l'Azerbaïdjan" (2007)
- Prix Heydar Aliyev (5 mai 2009) - pour des services spéciaux dans le développement des beaux-arts d'Azerbaïdjan
- Ordre d'honneur (17 décembre 2012) - pour le mérite dans le développement de la culture azerbaïdjanaise
- Ordre Heydar Aliyev (19 décembre 2017) - pour des mérites particuliers dans le développement de la culture azerbaïdjanaise
- Il reçoit la médaille d'or lors des événements solennels consacrés au 65e anniversaire de l'Union des artistes d'Azerbaïdjan pour sa contribution au développement des beaux-arts en Azerbaïdjan.
- En l'honneur du 250e anniversaire de l'Académie des Arts de Russie, il reçoit la médaille commémorative « Pour les services rendus à l'Académie en l'honneur du 250e anniversaire » (2007).